# KOERU
KOERU（4月29日 - ）は日本のEDMトラックメイカー、音楽プロデューサー、DJ。

## 概要
Repezen Foxxの楽曲制作を主軸としながら、アイドルグループHO6LA、YouTuberヘラヘラ三銃士などへの楽曲提供など、多岐に渡り楽曲を手掛けるトラックメイカー。YouTubeの個人チャンネルでは、InstagramやTwitterで募集した楽曲のRemix作品"もしもEDMトラックメイカーが○○を作ってたらどうなっていたかシリーズ"を投稿中。

## 来歴
2018年レペゼン地球への楽曲提供(-0-Tokyo)よりキャリアをスタート。2022年3月20日時点で815万再生を記録している。
また、同レペゼン地球への提供曲、花鳥風月は1000万再生を超え、ファンの間で絶大な人気を誇る。
2020年、同じ音楽プロデューサーであるKSUKEとPOOL(feat. Meron Ryan)[KSUKE & KOERU VIP REMIX]をワーナーミュージック・ジャパンからリリースし、注目を集めた。
同年12月25日にはレペゼン地球解散前の最後の楽曲、REPを手掛けるものの、翌々日には解散後これまでの楽曲、動画を全削除する事が決まっていたため、わずか2日でファンから惜しまれながらも削除された。なお、後に復活した。
2021年に手掛けたCandy Foxxの楽曲、Last Lost SAMURAIはYoutube上で2400万再生を記録。この頃から楽曲に和を取り入れた作風が多く見られるようになる。
2022年、Repezen Foxxの1stシングルRepezen、2ndシングル222,222✰ギャン可愛ピーまん、3rdシングルMIYABIを手掛け大きな反響を呼ぶ。
同年にHO6LAのBoooost!!を手掛け、iTunes香港エレクトロチャートで一位を獲得する。

## 音楽性
ピアノも含め楽器は一切弾けず、全て打ち込みにて制作を行っている。
活動開始初期はProgressive Houseを中心とした作風であったが、近年はEDMに和の要素を取り入れた作風が特色。本人曰く「琴、三味線、尺八、日本にこんなに特徴的な楽器があるのにそれを取り入れないのは勿体無い」と語る。
また、「Yunomiさんの楽曲を聴いていなければ日本の音楽シーンに興味を持つ事は無かったと思う」、「大人になってから唯一買ったCDがBPM15QのALLSONGS」、「僕の永遠の憧れであり目標」、「近年の作風はYunomiさんの影響も大きい」とも語っている。(Instagramライブより)
2021年以降の作風の特徴の一つとして、1曲の中に様々なジャンルを取り入れ目まぐるしく展開させる事が多く、その独特な作風から多くの支持を集める。

## 人物
好きな食べ物は「梅、ラーメン、パピコ」
幼少期にピアノを習っていたものの、楽譜のホチキスで指を怪我した際に講師に八つ当たりして辞めた為、本人曰く「もしタイムマシーンがあったらあの日に戻ってぶん殴ってでもピアノを続けさせたい」と語っている。(Instagramライブより)
また、プライベートについて語る事が少なく、稀にインスタライブを行うもののYoutubeを含めメディア等への露出も殆ど行わない。
それに対し本人曰く、「昔半同棲してた子に"ミステリアスな方が良いでしょ？"って言われたのが大きい」と語り、本人はそれをパンチラ理論とよんでいる。
Repezen Foxxのメンバー、DJ Foyからは「KOERUはポンコツすぎて逆に天才だと思う」と言われており、本人も、「僕は曲が作れなかったらただのタンパク質の塊」、「PCがある時代に生まれてきて無かったら終わってた」と語る。

## ディスコグラフィー

### 楽曲提供・Remix
| 日付   | 日付     | タイトル                                       | アーティスト     |
| ------ | -------- | ---------------------------------------------- | ---------------- |
| 2018年 | 7月1日   | -0-Tokyo-                                      | レペゼン地球     |
| 2019年 | 4月30日  | 花鳥風月                                       | レペゼン地球     |
| 2020年 | 8月31日  | POOL(feat.Meron Ryan)[KSUKE & KOERU VIP REMIX] | KSUKE            |
| 2020年 | 11月4日  | 博多Life                                       | レペゼン地球     |
| 2020年 | 11月4日  | HOTARU                                         | 宮迫博之         |
| 2020年 | 11月6日  | 手紙                                           | レペゼン地球     |
| 2020年 | 12月9日  | N-F                                            | レペゼン地球     |
| 2020年 | 12月25日 | REP                                            | レペゼン地球     |
| 2021年 | 3月3日   | Last Lost SAMURAI                              | Candy Foxx       |
| 2021年 | 7月7日   | Repezen                                        | Repezen Foxx     |
| 2021年 | 12月16日 | 見たらグイ☆                                    | ヘラヘラ三銃士   |
| 2021年 | 12月26日 | 無常論                                         | 双極スペクトラム |
| 2022年 | 1月10日  | Boooost!!                                      | HO6LA            |
| 2022年 | 2月12日  | Glitch                                         | 神鵺K4GUYA       |
| 2022年 | 2月12日  | 超克イノベーション                             | 神鵺K4GUYA       |
| 2022年 | 2月12日  | 電子回路                                       | 神鵺K4GUYA       |
| 2022年 | 2月22日  | 222                                            | Repezen Foxx     |
| 2022年 | 2月22日  | 222☆ギャン可愛ピーまん                         | Repezen Foxx     |
| 2022年 | 3月6日   | 『MIYABI』feat.Maria Ozawa                     | Repezen Foxx     |
| 2022年 | 4月17日  | IDOL FIRE                                      | HO6LA            |
| 2022年 | 8月1日   | 熱烈美々                                       | ヘラヘラ三銃士   |
| 2022年 | 9月13日  | INTRODUCE                                      | HO6LA            |
| 2022年 | 9月13日  | BEAT                                           | HO6LA            |
| 2022年 | 9月13日  | さよなら雷火                                   | HO6LA            |
| 2022年 | 12月30日 | ピッピ400                                      | Repezen Foxx     |

### 出演イベント
- 2021.11.20　心拍数15Q　DJ[2]